# Bergbahn Scheffau
De Bergbahn Scheffau is een gondelbaan gebouwd in 1984 door Doppelmayr voor de Bergbahnen Scheffau, onderdeel van de Skiwelt Wilderkaiser Brixental. De kabelbaan is gebouwd omdat de capaciteit van de bestaande stoeltjeslift niet meer toereikend was. Dit kwam doordat Scheffau ongeveer in het midden van het skigebied ligt en men zeer makkelijk in de andere delen kan komen. In 2002 zijn de oude stoeltjesliften vervangen door twee moderne gondelbanen, eveneens van Doppelmayr. De Bergbahn Scheffau, beter bekend als 4EUB Brandstadl, blijft in bedrijf waardoor er nu twee gondelbanen naast elkaar naar boven gaan.

## Prestaties
De kabelbaan is 3255 meter lang en overwint een hoogteverschil van 983 meter. De kabelbaan was lange tijd de langste kabelbaan in de Skiwelt, maar dit record is nu verbroken door de Skiweltbahn (de verbinding tussen Brixen im Thale en Westendorf). De afstand wordt afgelegd met een snelheid van 5.0 m/s in 10,9 minuten. De cabine werden geleverd door Swoboda (later Carvatech) en zijn van het type Austro Panorama 4. De gemiddelde stijging van de kabelbaan is 31,60%. De grootste stijging is 97,00%.